# Met Andere Woorden (vakblad)
Met Andere Woorden - Vakblad Bijbel en vertalen (MAW) is een Nederlandstalig vaktijdschrift over Bijbelvertalen dat wordt uitgegeven door het Nederlands-Vlaams Bijbelgenootschap. De eerste aflevering verscheen in 1982. Het blad geeft zijn lezers informatie over allerlei aspecten van het vertalen en uitleggen van de Bijbel. De doelgroep van het blad zijn theologen, predikanten en andere professionele Bijbelgebruikers. Artikelen in Met Andere Woorden zijn toegankelijk geschreven, ook voor wie geen Grieks en Hebreeuws kent.
Met Andere Woorden verschijnt tweemaal per jaar.

## Inhoud
Artikelen in Met Andere Woorden gaan over vertaalkwesties, Bijbelvertalingen, trends in (Bijbel)vertalen en Bijbelvertaalprojecten. Daarnaast wordt aandacht besteed aan exegese, de geschiedenis van Bijbelvertalen en Bijbelgebruik. De doelstelling van Met Andere Woorden is het begrip bevorderen van en voor Bijbelvertalen. Informatie over vertaalvraagstukken vergroot de interesse en het plezier bij de Bijbellezer. Vertaalkwesties worden daarom zorgvuldig uit de doeken gedaan. De inhoud van het blad is wetenschappelijk verantwoord, ook worden theoretische achtergrondartikelen gepubliceerd, maar wetenschappelijke discussies worden niet altijd in extenso gevoerd.
Met Andere Woorden is binnen de doelstellingen van het Nederlands-Vlaams Bijbelgenootschap en de Wereldfederatie van Bijbelgenootschappen (United Bible Societies [UBS]), een forum zijn voor opinies over Bijbelvertalen in Nederland en elders.
Het blad werd in 1982 opgericht om toelichting te verschaffen bij de Groot Nieuws Bijbel, die in 1983 zou verschijnen. Vanaf 1989 verschenen in bijna elk nummer artikelen over de voorbereidingen aan het grote interconfessionele vertaalproject 'Vertaling 2000', de vertaling die de Nieuwe Bijbelvertaling (NBV) is gaan heten. Naast toelichtingen op de essentiële kenmerken van deze vertaling was er ruimte voor kritiek op het vertaalproject. Na 2004 werden vertaalbeslissingen in de NBV toegelicht. Vanaf 2009 werd er vooral aandacht besteed aan het werk aan de Bijbel in Gewone Taal. In 2017 verplaatste de focus zich naar het project van de revisie van de NBV, dat zou uitmonden in de NBV21. Vertalers gaven inzage in het revisieproces en enkele complexe vertaalproblemen werden uitgebreid besproken. 
Naast aandacht voor deze grote vertaalprojecten zijn er in Met Andere Woorden artikelen gepubliceerd over andere hedendaagse Nederlandse vertalingen, historische studies naar oudere vertalingen, overzichtsartikelen over Bijbelhandschriften en tekstkritiek en exegetische bijdragen.

## Archief
Alle nummers vanaf 1982 zijn te downloaden op de website debijbel.nl van het Nederlands-Vlaams Bijbelgenootschap. Ook zijn veel artikelen als longreads (blogs) beschikbaar.